# Zygophylax profunda
Zygophylax profunda is een hydroïdpoliep uit de familie Lafoeidae. De poliep komt uit het geslacht Zygophylax. Zygophylax profunda werd in 1885 voor het eerst wetenschappelijk beschreven door Quelch. 